# Nicolae Neagoe
Nicolae Neagoe (n. 2 august 1941, Sinaia, Prahova, România – d. 29 aprilie 2023) a fost un bober român, care a concurat ca frânar de bob în cadrul competițiilor de bob de la sfârșitul anilor '60 și începutul anilor '70 ai secolului al XX-lea.

## Carieră
S-a apucat mai întâi de fotbal și luptă. La 20 de ani a trecut la bob. La Campionatul Mondial din 1966 a obținut locul 6 în proba de bob de 2 persoane cu pilotul Ion Panțuru. La Campionatul European din același an ei au ocupat locul 5. În 1967, la Innsbruck, a cucerit titlul european la bob-4, alături de Petre Hristovici, Gheorghe Maftei și Ion Panțuru, iar cu Ion Panțuru a câștigat medalia de argint la bob-2.
Împreună cu pilotul Ion Panțuru, Nicolae Neagoe a câștigat medalia de bronz la Jocurile Olimpice de la Grenoble (1968). Până în prezent, aceasta este singura medalie olimpică a României la Jocurile Olimpice de Iarnă. La bob-4 ei au obținut locul 4.
La Campionatele Europene din 1968 și 1969 Nicolae Neagoe a câștigat medalia de argint la bob-4 și la Campionatul European din 1970 mai a urmat o medalie de bronz.

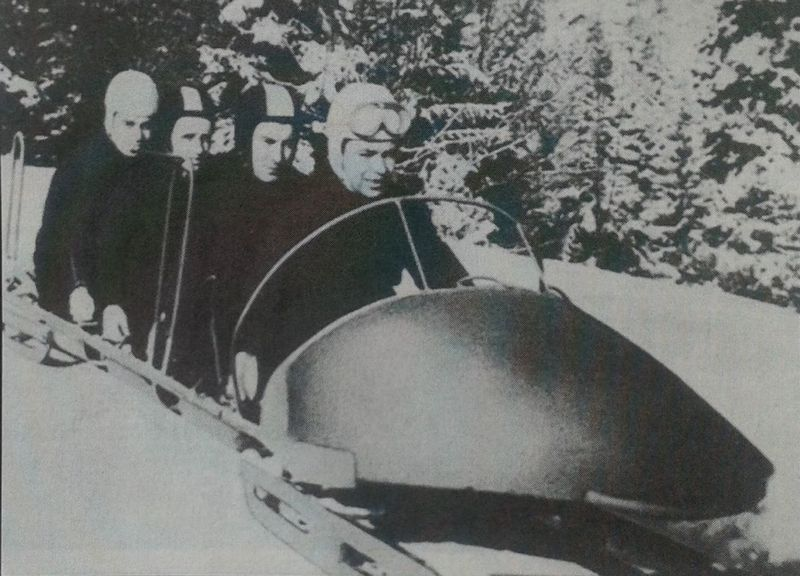
La Campionatul European din 1967
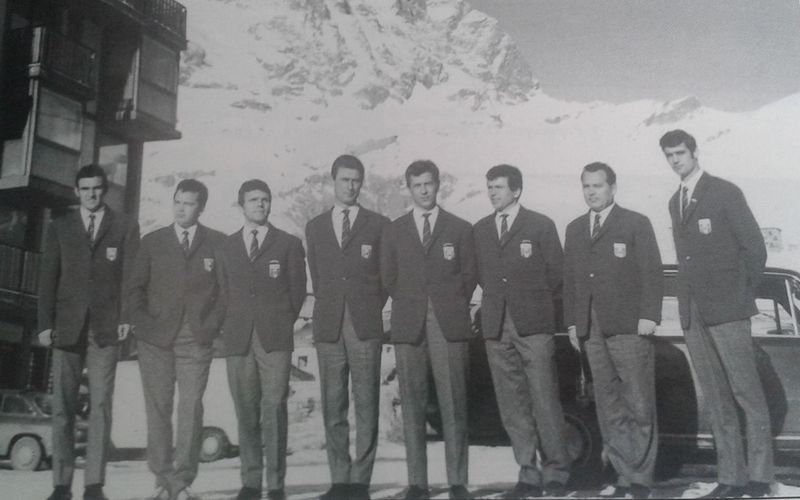
La Campionatul European din 1969

## Distincții
- Medalia „Meritul Sportiv” clasa I (29 decembrie 1967) „pentru merite deosebite în domeniul culturii fizice și sportului”[7]
- Medalia Națională „Pentru Merit” clasa a III-a (2000)[8]
- Cetățean de onoare al Sinăii (2004)[9]